# Pronnes
Pronnes (grec antic: Πρόννοι, llatí: Pronni) fou una de les quatre antigues ciutats de Cefal·lènia. Era situada a la costa sud-est.
Es va aliar amb Atenes el 431 aC junt amb les altres tres ciutats (Same, Crànios i Pale), diu Tucídides. Polibi la descriu com una petita fortalesa molt difícil de conquerir, i Filip V de Macedònia no es va atrevir a atacar-la i va marxar contra Pale. El 189 aC fou conquerida pel cònsol Marc Fulvi Nobílior amb la resta de ciutats de l'illa, i d'aquesta manera passà a formar part de la República Romana.
Les seves restes es troben dalt d'un turó vora la vila de Poros, al costat del port de Leukés.